# Speyeria colombia
Speyeria colombia är en fjärilsart som beskrevs av Edwards 1877. Speyeria colombia ingår i släktet Speyeria och familjen praktfjärilar. Inga underarter finns listade i Catalogue of Life.